# Caras y Caretas (2001)
Caras y Caretas es una revista semanario de interés general y actualidad uruguaya, cuyo primer número apareció en 3 agosto de 2001.
Tiene un posicionamiento editorial de izquierda.

## Reseña
Es un diario y medio de comunicación periodístico uruguayo con distintos canales de publicaciones, siendo el más destacado la revista semanal. 
Cuenta con una plataforma web donde están las noticias nacionales e internacionales destacadas y con un canal de YouTube donde se publican y trasmiten distintos programas periodísticos como por ejemplo "Legítima Defensa" conducido por Leandro Grille; "Último Bondi" conducido por Juan Pablo Labat; "Macondo" conducido por Marco Teruggi, Inna Afinogenova y Leandro Grille; "El templo del futuro" conducido por Gerardo Bleier o "A este lado del paraíso" conducido por Daniel Alejandro. 
Su director ejecutivo actual es Alberto Grille Motta y su editor Mateo Grille Coronel. 
Algunos de sus columnistas son: Carlos Páez Vilaró, Mauricio Rosencof, Juan Raúl Ferreira Sienra, Marcia Collazo entre otros. 
Fue su columnista también Tomás de Mattos.
La publicación utiliza portadas llamativas y temas controvertidos en sus títulos.